# Sabal mexicana
Sabal mexicana là loài thực vật có hoa thuộc họ Arecaceae. Loài này được Mart miêu tả khoa học đầu tiên năm 1838.

## Hình ảnh

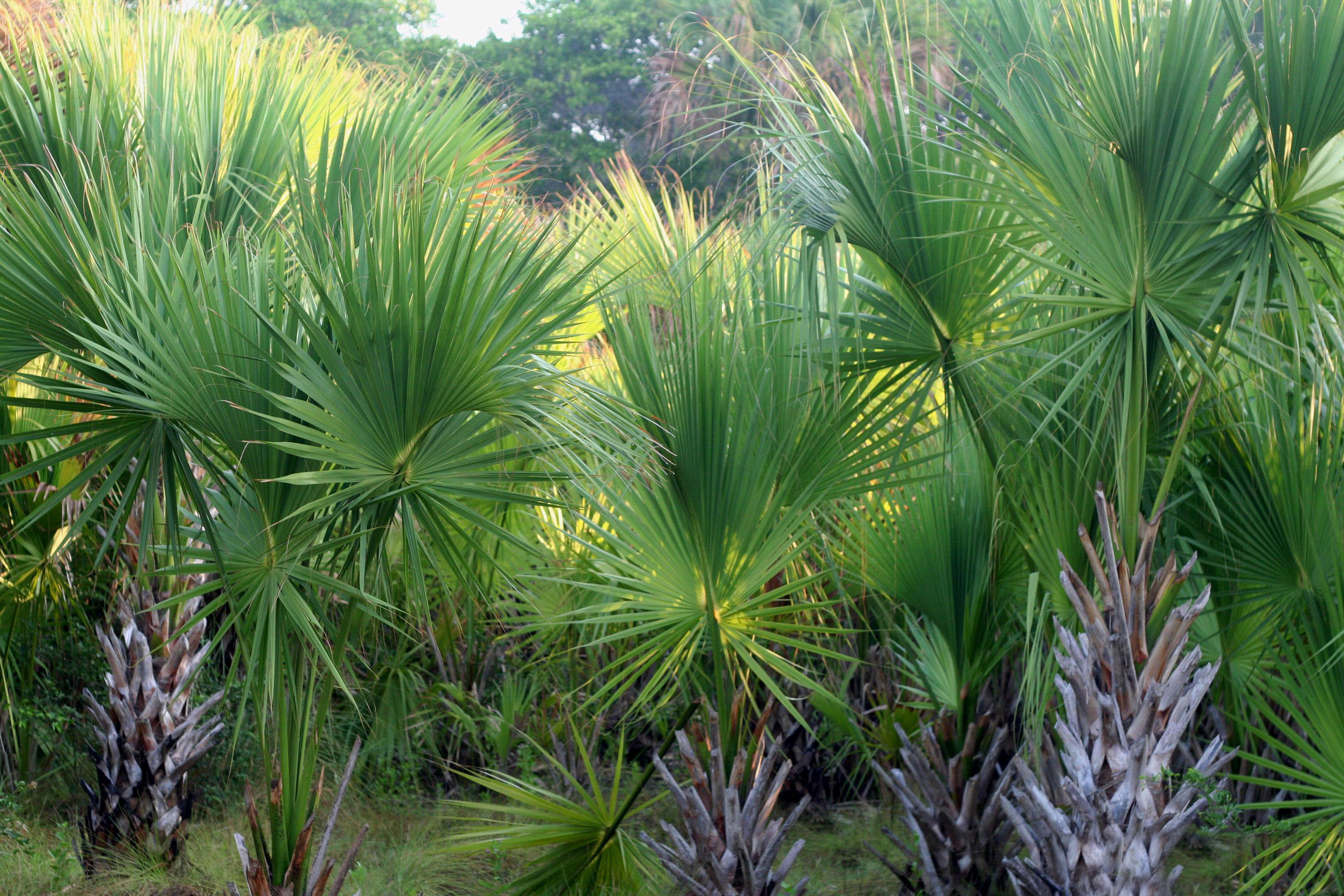